# Edward Neumeier

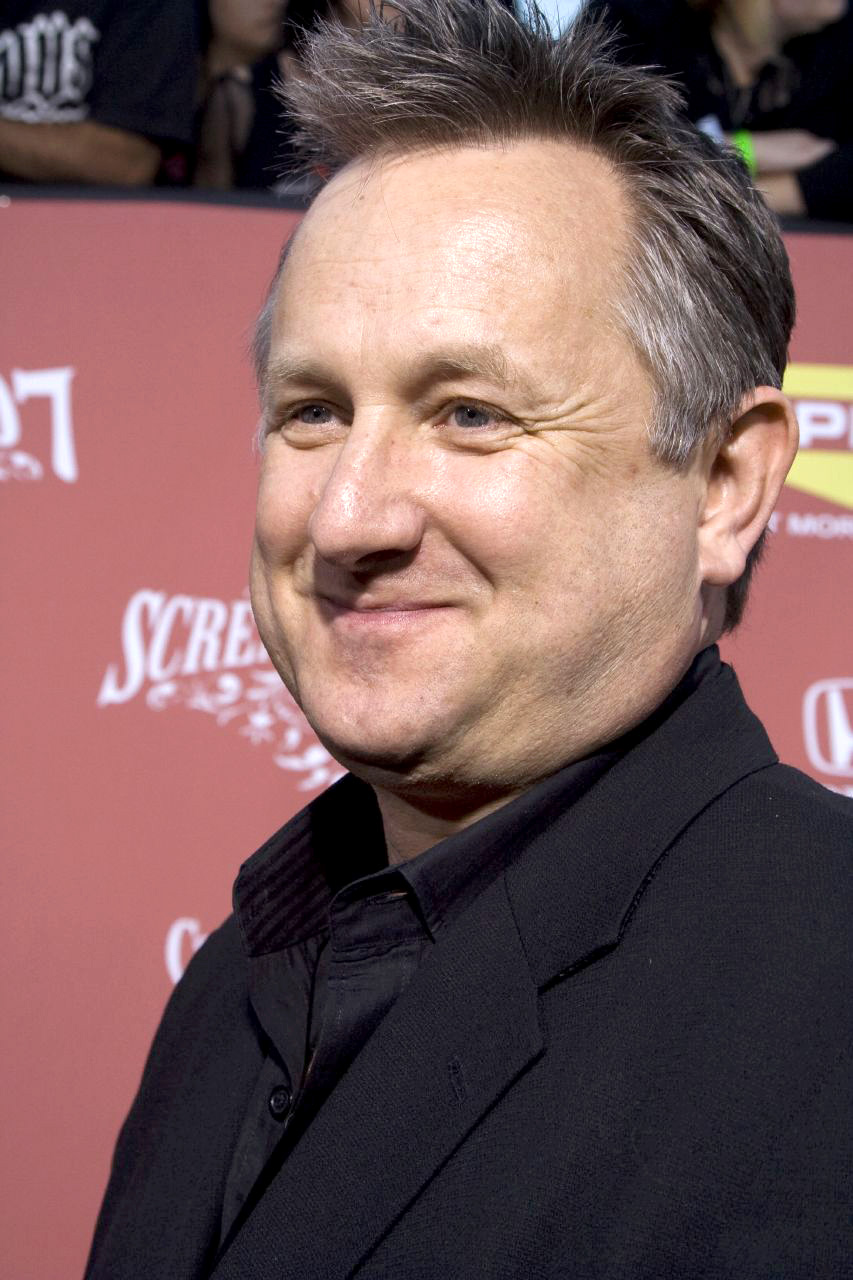
Edward Neumeier (2007)

Edward Neumeier (* 1957) ist ein amerikanischer Drehbuchautor.
Sein erstes Drehbuch verfasste er 1987 für RoboCop. Für dieses wurde er 1988 mit dem Saturn Award ausgezeichnet. Erst zehn Jahre später wurde ein weiteres seiner Drehbücher verfilmt, wiederum von Paul Verhoeven: Es entstand Starship Troopers. Er schrieb auch das Drehbuch zu den beiden Fortsetzungen Starship Troopers 2: Held der Föderation sowie Starship Troopers 3: Marauder. Mit letzterem gab er auch sein Debüt als Regisseur. Das Drehbuch zu Anacondas: Die Jagd nach der Blut-Orchidee stammt ebenfalls aus seiner Feder. Beim 2017 veröffentlichten Starship Troopers: Traitor of Mars war er wiederum für das Drehbuch verantwortlich.